# Patricia Laigneau
Pour les articles homonymes, voir Laigneau.
 (septembre 2024).
La mise en forme du texte ne suit pas les recommandations de Wikipédia : il faut le « wikifier ».
Les points d'amélioration suivants sont les cas les plus fréquents. Le détail des points à revoir est peut-être précisé sur la page de discussion.
- Les titres sont pré-formatés par le logiciel. Ils ne sont ni en capitales, ni en gras.
- Le texte ne doit pas être écrit en capitales (les noms de famille non plus), ni en gras, ni en italique, ni en « petit »…
- Le gras n'est utilisé que pour surligner le titre de l'article dans l'introduction, une seule fois.
- L'italique est rarement utilisé : mots en langue étrangère, titres d'œuvres, noms de bateaux, etc.
- Les citations ne sont pas en italique mais en corps de texte normal. Elles sont entourées par des guillemets français : « et ».
- Les listes à puces sont à éviter, des paragraphes rédigés étant largement préférés. Les tableaux sont à réserver à la présentation de données structurées (résultats, etc.).
- Les appels de note de bas de page (petits chiffres en exposant, introduits par l'outil «  Source ») sont à placer entre la fin de phrase et le point final[comme ça].
- Les liens internes (vers d'autres articles de Wikipédia) sont à choisir avec parcimonie. Créez des liens vers des articles approfondissant le sujet. Les termes génériques sans rapport avec le sujet sont à éviter, ainsi que les répétitions de liens vers un même terme.
- Les liens externes sont à placer uniquement dans une section « Liens externes », à la fin de l'article. Ces liens sont à choisir avec parcimonie suivant les règles définies. Si un lien sert de source à l'article, son insertion dans le texte est à faire par les notes de bas de page.
- La présentation des références doit suivre les conventions bibliographiques. Il est recommandé d'utiliser les modèles {{Ouvrage}}, {{Chapitre}}, {{Article}}, {{Lien web}} et/ou {{Bibliographie}}. Le mode d'édition visuel peut mettre en forme automatiquement les références.
- Insérer une infobox (cadre d'informations à droite) n'est pas obligatoire pour parachever la mise en page.

Pour une aide détaillée, merci de consulter Aide:Wikification.
Si vous pensez que ces points ont été résolus, vous pouvez retirer ce bandeau et améliorer la mise en forme d'un autre article.
 (septembre 2024).
Patricia Laigneau est une historienne de l'art française, créatrice de jardins. Depuis 1992, elle s'est fait connaître pour avoir, avec son époux, restauré le château médiéval du Rivau, en Touraine.

## Biographie

### Formation
Patricia Laigneau est diplômée de l’École nationale supérieure de paysage de Versailles en 1999.

### Patrimoine
En 1992, Patricia Laigneau achète le Château du Rivau avec son mari, Éric Laigneau, juriste. Après des années de restauration, en 2000, cette demeure seigneuriale dont les fondations remontent au XIIIe siècle, ouvre aux visites. Labellisée Conservatoire de la rose parfumée, la collection de roses du Rivau compte près de 500 variétés.
En 2003, le travail réalisé avec l’équipe du Rivau est récompensé par le label Jardin remarquable. Elle-même se voit distinguée en recevant les insignes de l’ordre national du Mérite. Elle est faite chevalier de la légion d'honneur en 2013.

### Commissariat d'expositions
En qualité d'historienne de l'art et de collectionneuse d'art contemporain, Patricia Laigneau organise chaque été des expositions.
"Le château et ses jardins ont toujours été le lieu où les artistes s’exprimaient. J’estime que cela doit continuer, qu’il faut développer l’imaginaire qui se crée autour d’un tel édifice" déclare t-elle.
En 2019, elle célèbre les 500 ans de la disparition de Léonard de Vinci en invitant 35 artistes à lui rendre hommage.

### Design d'intérieur
A l'occasion des Journées européennes du patrimoine, chaque année, à l'automne, Patricia Laigneau accueille le public au Rivau et ouvre les portes de l'hôtel situé dans les écuries royales, classées Monument Historique. 
Le décor intérieur a été entièrement conçu par elle, avec du mobilier authentique des XVe et XVIe siècles, et sur les murs, des œuvres d'art anciennes et contemporaines. Elle a réalisé le design intérieur de nombreux appartements parisiens.